# Cenchrus incertus
Cenchrus incertus é uma espécie de planta com flor pertencente à família Poaceae. 
A autoridade científica da espécie é M.A.Curtis, tendo sido publicada em Boston Journal of Natural History 1(2): 135–136. 1835.

## Portugal
Trata-se de uma espécie presente no território português, nomeadamente no Arquipélago dos Açores.
Em termos de naturalidade é introduzida na região atrás indicada.

## Protecção
Não se encontra protegida por legislação portuguesa ou da Comunidade Europeia.